# Eublaberus posticus
Eublaberus posticus es una especie de insecto blatodeo de la familia Blaberidae, subfamilia Blaberinae.

## Distribución geográfica
Se pueden encontrar en Brasil, Colombia, Costa Rica, El Salvador, Ecuador, Guayana Francesa, Guyana, Nicaragua, Panamá, Perú, Trinidad y Tobago y Surinam.

## Sinónimos
- '[Blabera postica Scudder, 1869.
- Blabera femorata Rehn, 1905.
- Blatta ferruginea Stoll, 1813.
- Blabera lindmani Shelford, 1911.
- Blabera thoracica Saussure & Zehntner, 1894.